# Giuliano Brugnotto
Giuliano Brugnotto (ur. 7 listopada 1963 w Carbonera) – włoski duchowny katolicki, biskup Vicenzy od 2022.

## Życiorys
Święcenia kapłańskie otrzymał 19 maja 1990 i został inkardynowany do diecezji Treviso. Był m.in. delegatem biskupim ds. formacji młodych księży, dyrektorem kurialnego wydziału liturgicznego, kanclerzem kurii, rektorem diecezjalnych seminariów, kierownikiem weneckiego wydziału teologicznego oraz wikariuszem generalnym diecezji.
23 września 2022 papież Franciszek mianował go ordynariuszem diecezji Vicenzy. Sakry udzielił mu 11 grudnia 2022 Sekretarz Stanu kardynał Pietro Parolin.